# Sílvio Tibiriçá de Almeida
Sílvio Tibiriçá de Almeida (Pouso Alegre, 28 de agosto de 1867 — São Paulo, ? de 1924) foi um poeta, cronista, ensaista, crítico e filósofo brasileiro.
1924, em São Paulo.
Começou seus estudos em sua cidade natal. Mudando-se para o Rio de Janeiro, deu continuidade e concluira seus estudos secundários.
Ja em Sao Paulo, começou a lecionar no Colégio Demétrio Ivahy Badaro para obter sustento, matriculou-se na faculdade de direito onde bacharelou-se em 1885. Mesmo após formado bacharel, nunca abandonou o magistério, Chegando a ocupar cadeiras de literatura e português do Ginásio do Estado e também o  cargo de diretor do Ginásio Paulista que mais tarde viéra a se tornar o Instituto de Ciências e Letras.
Fora muito admirado como latinista por colegas de profissão e amigos da época por ter como paixão desde a infância o estudo de linguas mortas.
Iniciou-se como poeta com o livro Efêmeras, livro de poesias que realça sua ja tão grandiosa habilidade como homem de letras.
Entre 1907 e 1913 colaborou com O Estado de São Paulo escrevendo várias críticas em colunas, que mais tarde enfeixadas em um volume receberam o nome de Divagaçoes. Mas foi como ensaista, crítico e filósofo que mais obteve destaque. A Mascara de um Poeta o tornou conhecido.

## Obras
- Efémeras
- O Antigo Vernáculo
- Estudos Camonianos
- A Sistematização Ortográfica